# Гарнье де Тренель
Гарнье де Тренель (умер 14 апреля 1205, Константинополь) — епископ Труа (1193—1205), участник Четвертого крестового похода.

## Биография
О жизни Гарнье известно немного. Он входил в окружение Тибо III Шампанского, был среди церковников, благословляющих крестоносцев на разграбление христианских городов — Задара и Константинополя. 9 мая 1204 года был одним из выборщиков императора создаваемой Латинской империи. Умер в Константинополе в день битвы при Адрианополе — 14 апреля 1205 года.
В хронике Робера де Клари «Завоевание Константинополя» упоминается как «епископ Варнье де Труа».